# Ивановка (Ровнянская сельская община)
Ива́новка (укр. Іванівка) — село в Ровнянской сельской общине Новоукраинского района Кировоградской области Украины.
Население — 800 жителей.
Высота над уровнем моря 179 м.

## Известные люди
В селе родился Тарасенко, Иван Иванович — Герой Советского Союза.